# Zámrsk (nádraží)
Zámrsk je železniční stanice ve stejnojmenné obci na adrese Zámrsk 78. Nachází se na východě Čech, v okrese Ústí nad Orlicí v Pardubickém kraji. Leží na železniční trati Praha – Česká Třebová. Stanicí prochází První železniční koridor, leží na trase 4. Panevropského železničního koridoru. 

## Historie
Nádraží vzniklo jakožto trojkolejná stanice IV. třídy na nově budované trati společnosti Severní státní dráha z Olomouce do Prahy ve vsi Janovičky u Zámrsku v letech 1843–1845. Slavnostní vlak tudy projel 20. srpna 1845 za osobního řízení inženýra Jana Pernera, který trať navrhl. Návrh původně empírové budovy je připisován, stejně jako u všech stanic na této trase, architektu Antonu Jünglingovi.[zdroj?]
Stanici zpočátku využívali zejména obyvatelé přibližně 7 kilometrů vzdáleného Vysokého Mýta, dosažení železnice z města představovalo hodinu cesty, a navzdory své zdánlivé odlehlosti disponovala nadstandardním vybavením: díky poloze stanice protínající císařskou silnici zde fungovalo jako jediné mezi Pardubicemi a Českou Třebovou nákladní překladové skladiště, výpravní budova je velkoryse rozměrná. Od roku 1862 nesla pak stanice přímo název Vysoké Mýto. Naproti výpravní budově byl vystavěn velký zájezdní hostinec U archiknížete Štěpána. Z důvodu, mimo jiných, založení cukrovaru v roce 1868 a zvýšení urgence bližšího napojení Vysokého Mýta na železniční síť vznikla při budování trati z Chocně do Litomyšle roku 1882 stanice blíže centra nesoucí identický název, a stanice Zámrsk byla tedy zpět přejmenována, přičemž její dopravní význam opadl.[zdroj?]
Roku 1957 byla zahájen elektrický provoz (soustava 3 kV DC) na trati procházející stanicí, v roce 1966 proběhla necitlivá rekonstrukce výpravní budovy, která razantně změnila její původní ráz.[zdroj?]
V roce 2005 byla dokončena rekonstrukce stanice a úpravy parametrů nádraží na koridorovou stanici: byla upravena nástupiště, byl instalován elektronický informační systém pro cestující a výpravní budova prošla opravou. Po přestavbě byla rychlost projíždějících vlaků zvýšena až na 160 km/h.[zdroj?]
V roce 2013 proběhla výměna staničního zabezpečovacího zařízení. Původní reléové zabezpečovací zařízení AŽD 71 bylo nahrazeno novým elektronickým stavědlem typu ESA 44. Později bylo stavědlo zapojeno do dálkového ovládání z CDP Praha.

## Popis stanice
V roce 1845 byla ve stanici postavena společností Severní státní dráhy výpravní budova a naproti ní přes koleje skladiště a jednokolejná remíza s patrovou budovou, ve které byly dílny a nádrž na vodu. U úrovňového přejezdu olomouckého zhlaví byl postaven strážní domek. Patrová vodárna s šestibokým půdorysem byla postavena ve druhé polovině 19. století při pražském zhlaví. Po zestátnění StEG byla stanice přestavěna. Skladiště bylo sneseno a nové postavené vedle výpravny. Remíza byla také snesena a dílenská budova byla upravena na obytný dům. U obou zhlaví byla postavena stavědla. Podle plánů c. k. Ředitelství pro tratě bývalé StEG byl v roce 1910 postaven dvojitý vodojem.[zdroj?]

### Výpravní budova
Výpravní budova byla patrová tříosá budova se dvěma postranními křídly postavena podle projektu Antona Jünglinga.  V původní výpravně nebyl vestibul, který byl upraven pozdějším vybouráním příček a zrušením čekárny. Cestující vcházeli úzkou chodbou do čekárny, z níž se vycházelo k nástupišti. Čekárna sousedila s kanceláří, ve které se prodávaly jízdenky. Do bytů v přízemí nebo do patra se vcházelo chodbou v přízemním křídle a schodištěm do patra se čtyřmi obytnými místnostmi. Fasáda patrové střední části byla členěna pásovou bosáží, která střídala široké a úzké pásy. Okna v přízemí byla v pravoúhlém rámování s přímou nadokenní římsou ukončena půlkruhovým záklenkem. V patře byla okna obdélná. Tříosá postranní křídla měla hladkou omítku a nárožní bosáž. Takto zachovalá výpravna byla v roce 1958 zapsána do Ústředního seznamu kulturních památek. V lednu 1964 Traťová distance Pardubice ČSD požádala o zrušení památkové ochrany. Důvodem byla generální oprava výpravny, výměna oken za velkoformátové a zvýšení o nástavby. V červenci 1964 byla památková ochrana zrušena. Výpravna byla opravena, vložena nová okna a byla hladce omítnuta, nástavby nebyly provedeny. Rekonstrukce potlačila původní empírový styl, byla zachována pouze hmotová podstata výpravny.

### Remíza
Remíza se nacházela naproti přes koleje od výpravní budovy. Byla to stavba na obdélném půdorysu situovaném rovnoběžně s kolejemi. Vjezd byl jednokolejný s vraty s půlkruhovým zakončením. K remíze s valbovou střechou přiléhala kolmo patrová budova dílen a bytů. V obytné části byl umístěn zásobník s vodou, takže stanice nemusela mít samostatnou vodárnu. Remíza byla využívána k opravám, údržbě a zbrojení. Remíza byla snesena na začátku 20. století a budova s dílnami adaptována na obytný dům.

### Vodárna
Věžová třípodlažní vodárna nahradila zásobník vody v patrové dílenské budově. Vodárna byla postavena podle projektu Antona Jünglinga na šestibokém půdorysu. Patrová zděná část byla hladce omítnutá, na ni nasedalo přesahující patro s vodní nádrží, které bylo svisle bedněno. Podle plánu ve zděné části bylo v ose nade dveřmi obdélné okno a vodní nádrž měla objem 120 m³. Střecha měla tvar šestibokého jehlanu. Tato vodárna byla nahrazena v roce 1910 patrovou vodárnou se dvěma kruhovými nádržemi. Typizovanou stavbu projektovalo c. k. Ředitelství pro tratě bývalé StEG. Třípodlažní budova postavena na obdélném půdorysu měla sedlovou střechu. Dvě spodní podlaží byla postavena z neomítaného bílého cihlového zdiva a ukončena profilovanou římsou. Delší průčelí byla dvouosá s okny ukončenými půlkruhovým záklenkem, který je zvýrazněn cihelnou rustikou oblouku, a přímou podokenní římsou. Třetí podlaží bylo postaveno ze dřeva a svisle bedněno s obdélnými okny. Vodojem byl vysoký 14 m. Na kruhových roznášecích věncích spočívaly dvě válcové ocelové nádrže o průměru 0,520 m a společném objemu120 m³. Vodárenská věž byla snesena. Obdobná vodárenská věž byla postavena ve Skalici nad Svitavou a Blansku.